# Хлебороб (Новопокровский район)
Хлебороб — хутор в Новопокровском районе Краснодарского края России. Входит в состав Горькобалковского сельского поселения.

## География
Находится в северо-восточной части Краснодарского края, на балке Белоусова, запруженной в черте хутора.
Улиц на хуторе две: ул. Пролетарская и ул. Садовая.

## Население
| 2002 | 2010 |
| ---- | ---- |
| 366  | ↘298 |

## Инфраструктура
Личное подсобное хозяйство.
Основа экономики — сельское хозяйство.

## Транспорт
Хутор доступен автотранспортом. Остановка общественного транспорта «Хлебороб».